# Río Viejo 2.ª Sección
Río Viejo 2.ª Sección es una localidad del municipio de Centro ubicado en la subregión centro del estado mexicano de Tabasco.

## Geografía
La localidad de Río Viejo 2.ª Sección se sitúa en las coordenadas geográficas 17°55′48″N 92°59′34″O / 17.930000, -92.992778, a una elevación de 11 metro sobre el nivel del mar.

## Demografía
Según el Conteo de Población y Vivienda 2020, efectuado por el Instituto Nacional de Estadística y Geografía, la localidad de Río Viejo 2.ª Sección tiene 2,245 habitantes, de los cuales 1,100 son del sexo masculino y 1,145 del sexo femenino. Su tasa de fecundidad es de 2.08 hijos por mujer y tiene 617 viviendas particulares habitadas.
| Gráfica de evolución demográfica de Río Viejo 2.ª Sección entre 1970 y 2020 |
|                                                                             |
| INEGI.                                                                      |